# Oenanthe hispanica

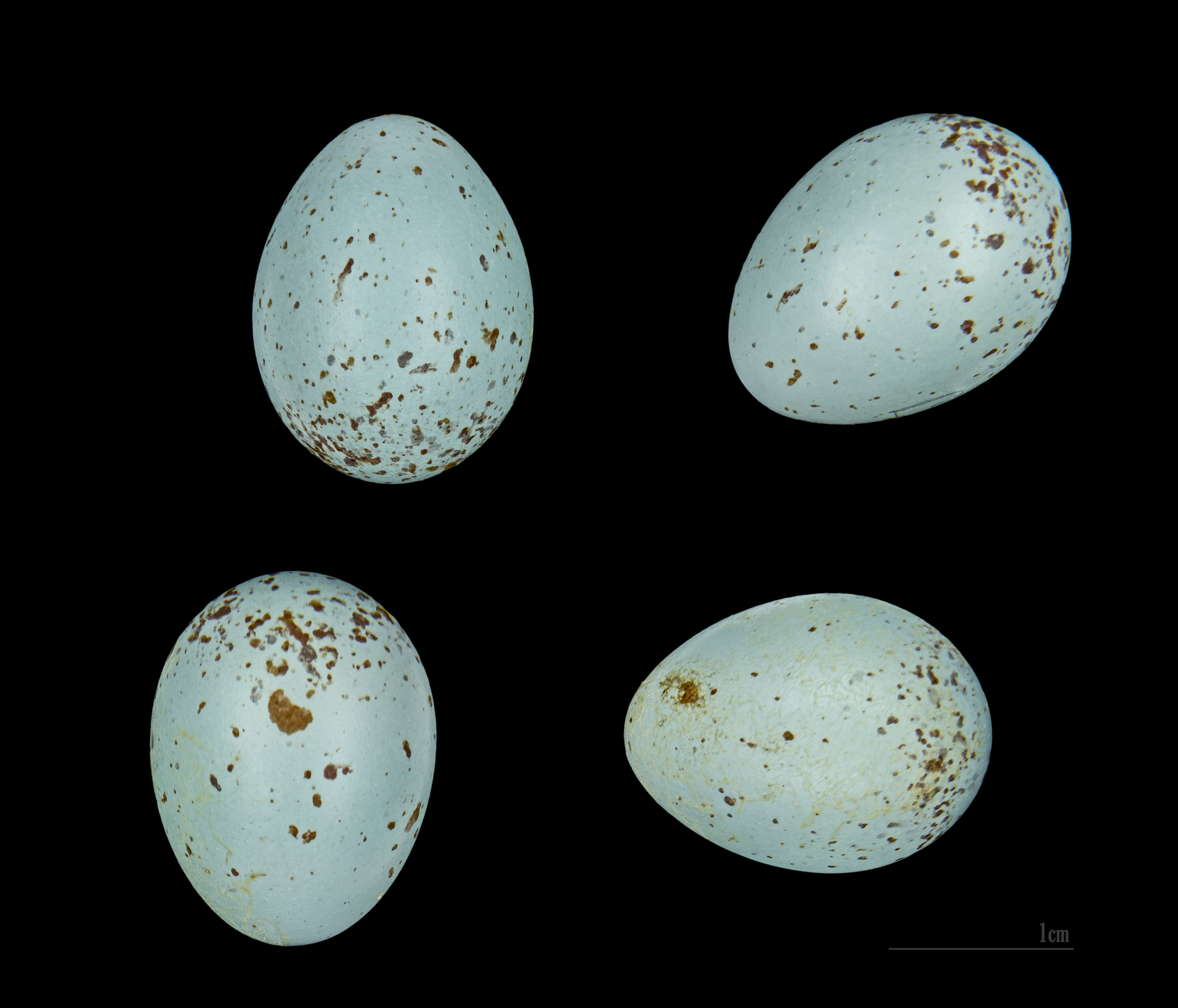
Oenanthe hispanica

Oenanthe hispanica là một loài chim trong họ Muscicapidae.